# لورون فريسينيه
لورون فريسينيه Laurent Fressinet (ولد في 30 نوفمبر 1981 في داكس) لاعب شطرنج فرنسي يحمل لقب أستاذ كبير.

## إنجازات
- فاز ببطولة فرنسا للشطرنج عام 2010، 2014.
- فاز بالمركز الثاني في بطولة أوروبا للشطرنج عام 2012 في بلوفديف.
- فاز بالمركز الثاني في بطولة أوروبا للشطرنج الخاطف عام 2006، 2007 والمركز الثاني في بطولة فرنسا للشطرنج السريع عام 2009 و2011.
- فاز بالمركز السادس في دورة أليخين التذكارية للشطرنج عام 2013 بنتيجة (+1-1=7).

## حياته
- تزوج باللاعبة ألميرا سكريبتشينكو التي تحمل لقب أستاذ دولي.

## تصنيف
- بلغ في تصنيف إيلو 2662 نقطة في يناير 2018.

## روابط خارجية
- لورون فريسينيه على موقع الاتحاد الدولي للشطرنج (الإنجليزية)
- لورون فريسينيه على موقع مباريات الشطرنج (الإنجليزية)
- لورون فريسينيه على موقع 365Chess.com (الإنجليزية)
- لورون فريسينيه على موقع Chesstempo.com (الإنجليزية)
- لورون فريسينيه سجل أولمبياد الشطرنج على موقع OlimpBase.org (الإنجليزية)